# Jinestra Odessa
Voleibolni Klub Jinestra ((em russo) Волейбольный клуб) mais conhecido como Jinestra Odessa é um clube de voleibol feminino ucraniano fundado no ano de 1951 em Odessa.

## Período Russo
A primeira equipe no sul de Palmyra foi formada quase imediatamente assim que o país começou a renascer das cinzas da devastação após a guerra. Em 1951, uma equipe feminina amadora "Petrel" apareceu em Odessa, já em 1954 ficou sob o patrocínio do Odessa Medical Institute e foi renomeada para Burevestnik. Em 1955, a equipe estreou na série "B" do Campeonato da URSS, e em 1957 o Burevestnik conquistou o campeonato ucraniano pela primeira vez, não perdendo o título para ninguém nos sete anos seguintes, e com o mesmo nome em 1958 a equipe entrou na Liga Superior do Campeonato da URSS, na qual após apenas três anos (1961) se sagrou campeã da União sob a liderança de Evgeny Gorbachev. Posteriormente, esta equipa sagrou-se medalha de bronze do campeonato (1962 e 1971).. 
Também em 1962, nossas meninas ganharam a Liga dos Campeões da Europa. Desde 1974, o clube Burevestnik mudou seu nome para Medin Odessa, que no primeiro ano da mudança de nome conseguiu vencer a Copa da URSS sob a liderança de Yuri Kurilsky. E foi em meados da década de 80 os anos laureados, quando em 1981 ergueu novamente a Copa da URSS, duas vezes conquistou a medalha de bronze (1982 e 1984), conquistou a prata em 1983 e conquistou a Challenge Cup de 1983. 
Naqueles anos gloriosos para a equipe, jogadores conhecidos do passado como Valentina Mishak e Natalia Zadorozhnaya jogaram pelo time de Odessa, que levou Burevestnik ao campeonato do campeonato nacional e à primeira Eurocopa da história de Odessa voleibol, e grandes jogadores, homenageadas mestres do esporte e campeões olímpicos como Yelena Sokolovskaya , Olga Shkurnova jogaram pelo time Medin Odessa, vencedores dos fóruns mundiais e europeus Liliya Osadchaya, Lyubov Rudovskaya, Nelli Abramova, M. Zolotareva, N. Borisova, I. Nevedomskaya, Olga Kozakova e muitas outras. Nos campeonatos da Ucrânia, a equipe de Odessa jogou com novos nomes: desde 1992 - "Janvarka-Krajan Odessa", e desde 1994 - "Dynamo-Jinestra" (em 2003 era simplesmente "Jinestra", e já com um novo e ambicioso técnico Igor Filishtinsky, que conseguiu fazer do clube um dos líderes do vôlei ucraniano.
Naqueles anos, muitos grandes jogadores jogaram pelo time de Odessa, muitos dos quais ainda estão à vista em campeonatos europeus, como França, Rússia, Azerbaijão, Turquia, Bélgica, meninas como Maria Liktoras Irina Pavlova,  Iryna Zhukova, Elena Krivonosova, Tetyana Bunak, Yuliya Svistina, Olga Pavlova, Evgeniya Dushkyevich, Svitlana Obolonska, Vita Prychepa e Elena Samsonova.No início dos anos 2000, surgiu uma nova geração de jovens jogadores que substituíram com sucesso as líderes que partiram. Estes são Olesia Rykhliuk, Darya Chmil, Oleksandra Peretiatko. A equipe mostrou resultados consistentemente elevados: medalhas de bronze foram conquistadas em 1993, 1995, 1997, 1999, e conquistou a prata em 1996, 2000 e 2005, além dos títulos em 2001, 2002, 2003, 2004.Nestes mesmos anos, o time também conquistou a Copa da Ucrânia em 2001, 2002, 2003 e 2010, alcançando o êxito no cenário europeu, onde em 2001 conquistou a medalha de bronze na Copa CEV (antes Top Teams Cup) e, posteriormente,  avançou em muitas ocasiões a fase de quartas-de-final desta taça e apenas uma semifinal.Na história recente uma grande ex-atleta do clube passou a comandar a equipe, trata-se de Elena Rabigovna Sokolovskaya, e manteve o time na elite até 2012 e o clube passou a chamar "Jinestra".

## Títulos
| Mundiais                                    | Mundiais                    | Mundiais | Mundiais |
|                                             | Competição                  | Títulos  | Temporadas |
| ------------------------------------------- | --------------------------- | -------- | --- |
|                                             | Mundial de Clubes           | 0        | |
| Continentais                                |                             |          | |
|                                             | Competição                  | Títulos  | Temporadas |
|                                             | Liga dos Campeões da Europa | 1        | 1961–62 |
|                                             | Copa CEV                    | 0        | |
|                                             | Challenge Cup               | 1        | 1982–83 |
| Nacionais                                   |                             |          | |
|                                             | Competição                  | Títulos  | Temporadas |
| União das Repúblicas Socialistas Soviéticas | Campeonato Soviético        | 1        | 1961 |
| União das Repúblicas Socialistas Soviéticas | Copa da União Soviética     | 3        | 1974, 1981, 1983                                                                                              |
|                                             | Campeonato RSS da Ucrânia   | 14       | 1957 (verão), 1958, 1960 (outono), 1961 (inverno), 1962, 1963, 1971, 1972, 1976, 1979, 1982, 1984, 1985, 1988 |
|                                             | Copa da RSS da Ucrânia      | 16       | 1957, 1958, 1960, 1961, 1963, 1965, 1967, 1968, 1969, 1970, 1971, 1972, 1979, 1981, 1982, 1983                |
| Ucrânia                                     | Campeonato da Ucrânia       | 4        | 2000-01, 2001-02, 2002-03, 2003-04                                                                            |
| Ucrânia                                     | Copa da RSS da Ucrânia      | 6        | 1994, 2001, 2002, 2003, 2010, 2011                                                                            |

### Outras campanhas
Campeonato Soviético (competição extinta)
- Vice-campeão:1983
- Terceiro colocado:1962, 1971, 1982, 1984

 Copa da URSS  (competição extinta)
- Campeão: 1950, 1951, 1953 e 1982

 Campeonato RSS da Ucrânia
- Vice-campeão:1954, 1955, 1956, 1957 (inverno), 1959, 1965, 1967 (verão), 1968, 1969, 1970, 1974, 1977, 1978, 1987
- Terceiro colocado:1946, 1948, 1964, 1966, 1967 (inverno), 1975, 1980, 1981, 1983, 1989, 1990, 1991

 Copa da RSS da Ucrânia
- Vice-campeão: 1956, 1959, 1962, 1964, 1966, 1974, 1977, 1985, 1987, 1988, 1989, 1991
- Terceiro colocado: 2005-06, 2006-07, 2014-15, 2015-16 e 2021-22

 Campeonato da Ucrânia
- Vice-campeão: 1996, 1999-00, 2004-05, 2006-07, 2007-08, 2010-11, 2011-12.
- Terceiro colocado: 1993, 1995, 1997, 1999

 Copa da Ucrânia
- Vice-campeão: 1996, 1999-00, 2004-05, 2006-07, 2007-08, 2010-11, 2011-12.
- Terceiro colocado: 1993, 1995, 1997, 1999

 Challenge CEV
- Terceiro colocado: 2000-01